# Armeegruppe XXI
De Armeegruppe XXI was een Duitse Armeegruppe in de Tweede Wereldoorlog. Deze eenheid stond ook bekend als Gruppe XXI. De Armeegruppe werd gevormd en ingezet voor Operatie Weserübung, de Duitse aanval op Denemarken en Noorwegen in april 1940.

## Krijgsgeschiedenis
De Armeegruppe XXI werd gevormd op 1 maart 1940 door omvormen van het 21e Legerkorps.
De Armeegruppe leidde op 9 april 1940 de aanvallen op Denemarken en Noorwegen. Denemarken capituleerde binnen 6 uur. Noorwegen was moeilijker te verslaan en capituleerde pas op 10 juni 1940.
Op 19 december 1940 werd Armeegruppe XXI in Oslo omgevormd in Armee Norwegen.

## Commandant
| Rang                                                      | Naam                     | Begin        | Eind             |
| --------------------------------------------------------- | ------------------------ | ------------ | ---------------- |
| General der Infanterie Generaloberst (vanaf 19 juli 1940) | Nikolaus von Falkenhorst | 1 maart 1940 | 19 december 1940 |